# Wallander – Mordbrännaren
Wallander – Mordbrännaren är en svensk thrillerfilm från 2013 i regi av Charlotte Brändström. I rollen som Kurt Wallander ses Krister Henriksson och i övriga roller ses bland andra Charlotta Jonsson som Linda Wallander och Douglas Johansson som Martinsson.

## Handling
Kurt Wallander har fått alzheimers sjukdom, men har svårt att acceptera den och försöker därför hålla den hemlig för omgivningen. Samtidigt släpps en mordbrännare som avtjänat sitt straff ut från fängelset. Han har dock svårt att bli accepterad av omgivningen och en kioskägare vill inte ens sälja honom snus. Samma natt brinner kiosken ned och ägaren brinner inne. Mordbrännaren blir direkt misstänkt för dådet. Kurt Wallander är på grund av sin sjukdom förvirrad och kan inte hålla isär saker, men istället för att tala sanning så ljuger han. Martinsson har allt svårare att lita på honom. Den misstänkte mordbrännaren hittas svårt misshandlad och medvetslös.

## Rollista
- Krister Henriksson – Kurt Wallander
- Charlotta Jonsson – Linda Wallander
- Leonard Terfelt – Hans von Enke
- Signe Dahlkvist – Klara Wallander
- Douglas Johansson – Martinsson
- Mats Bergman – Nyberg
- Fredrik Gunnarsson – Svartman
- Malena Engström – Bea
- Stina Ekblad – Karin
- Marianne Mörck – Ebba
- Sven Ahlström – Mattson
- Christoffer Nordenrot – Tommy Ek
- Staffan Kihlbom – Svante Holm
- Anja Lundkvist – Gunilla Holm
- Andreas Rothlin Svensson – Mats Boman
- Jörgen Thorsson – Per-Erik Rask
- Anna Blomberg – Jurina Slavic
- Carl Wallén – Alex
- Karin Holmberg – Åklagare Skogfält
- Nina Norén – Love Andersson
- Tom Ahlsell – Reine Andersson
- Tony Lundgren – Doktor Leman
- Sanna Turesson – Ilona Bellgran
- Michael Petersson – Perras advokat
- Rebecca Kaneld – Pundare
- Jean Paul – Brandtekniker
- Peter Järn – Bonden
- Lotten Roos – Mamma på barnkalas
- Sara Glaser – Lärare Lindby skola
- Carlos Fernando – Tommys vakt

## Om filmen
Filmen producerades av Malte Forssell och Jon Mankell och fotades av Pascal Gennesseaux. Manuset skrevs av Peter Lindblom och Lovisa Milles och filmen klipptes av Tomas Beije. Den var en direkt till DVD-produktion och utgavs den 25 september 2013.

## Mottagande
Moviezine gav betyget 2/5 och kallade filmen "ännu ett fall utan gnista". Recensenten Fredrik Adolvsson menade att Kurt Wallanders sjukdom är filmens bärande inslag: "Den spelar nu en allt starkare roll, och är vad som faktiskt lyckas göra "Mordbrännaren" till en (delvis) starkare film än det borde vara. Krister Henriksson får äntligen visa upp lite av den där extraordinära talangen jag vet att han besitter. Inte mycket men bättre än inget."